# 走査型静電容量顕微鏡法
走査型静電容量顕微鏡法（そうさがたせいでんようりょうけんびきょうほう、英語: Scanning Capacitance Microscopy: SCM）は、顕微鏡法の一手法。

## 概要
走査型静電容量顕微鏡法とは原子間力顕微鏡(AFM)の探針を導電性コーティングして半導体表面を走査することで電気容量の変化を測定することによってキャリア分布を二次元的に可視化する手法。半導体にAFMの探針を接触させると接触箇所はMOS構造になり、半導体表面の酸化膜の静電容量COxと半導体の静電容量CDが接続された系とみなされ、これに高周波電圧VAC(～100kHz)を印加すると探針直下の半導体中のキャリアの振動により合成容量Cが変動する。この変動の大きさは探針直下のキャリア濃度に依存するので探針を走査させながら、合成容量Cの変動⊿Cにより生じる高周波共振器の変調信号を測定することで、キャリアの分布を二次元的に可視化できる。VACとVOUTの位相の比較から半導体のP/N極性を判別する。

## 用途例
- 拡散層のp/n極性の判定
- LSIの内部の局所領域における拡散層形状評価
- バイポーラトランジスタ・ダイオード・DMOS・IGBT等の半導体素子の拡散層形状評価
- 注入異常・リーク不良等の半導体素子の不良箇所の拡散層形状評価